# カラー (南アジア人)
カラー（Kalar、ビルマ語: ကုလား）は、ミャンマーにおいて、ムスリム、あるいは南アジア系の出自を有する人（インド系ビルマ人）を呼び表す際に用いられる言葉である。多くの場合、蔑み・嘲りのニュアンスが含まれる。

## 語義
「カラー」の定義は明瞭ではないが、ミャンマーにおいて多数派を占める土着仏教徒が、風貌や信仰など「どこかに土着的でなく南アジア的と思われる要素」があると、そのようにみなされることが多い。南アジア人一般を指してそう呼ぶこともあれば、ムスリムだけを指してそう呼ぶこともあり、後者の場合は西アジア人が「カラー」にふくまれることもある。

### 語源
「カラー」の語源については論争がある。ミャンマー言語委員会はこの語はパーリ語で「良家」といった意味をもつ、 kula（ကုလ）を語源とするものであると論じている。これは、仏陀がインド出身の「カラー」であったという理解に基づく解釈である。また、ကူး（kú、「横切る」「泳ぐ」）と လာ（là、「来る」）が語源であり、「カラー」は海から渡ってきた者をあらわすという説もある。ほかに、カリンガ国、あるいはチョーラ朝といった、インドに位置した国家がその語源であるという説もある。
一方で、「カラー」という語がサンスクリット語の kala（黒）に基づくものであるとの理解もある。ヒンドゥースターニー語・マラーティー語・ウルドゥー語話者などのあいだで、「黒」を意味する kala という語彙は共有されている。また、ビルマ語「カラー」は他言語にも借用されている。たとえば、シャン語（ၵလႃး、 kala）、モン語（ဂလာ、h'lea）、スゴー・カレン語（kola）などである。

### 論争
特に当事者のあいだで一般に「カラー」という語が差別語として理解されている一方、ビルマ人のあいだではこの用語はムスリムに対する気軽な呼びかけであり、この言葉は本質的に軽蔑的なものではないと考える者も少なくない。また、「カラー」はビルマ語の単語の構成要素の一部としてふくまれていることもあり、たとえばビルマ語で「椅子」はカラータイン（ビルマ語: ကုလားထိုင်）、「ひよこ豆」はカラーベー（ビルマ語: ကုလားပဲ）とよばれる。民主化活動家のコーコージーは、2020年6月にFacebook上で「カラー」という語彙そのものに差別的なニュアンスは存在せず、この言葉の利用を制限しても差別は解消できないと論じた。
ビルマ連邦が独立してまもない1951年、ムスリムであるピンサルーパン・ウー・カが出版した『ビルマ人とムスリムの民族宗教問題』は、仏教徒ビルマ人とバマー・ムスリム（土着のビルマ系ムスリム）のあいだで民族宗教問題に関する問答がおこなわれるという内容の書籍であり、同書においては「『カラー』と呼んだだけで怒り傷つく理由は自分たち（ビルマ人仏教徒）にはわからない」「呼称が多岐にわたるため自分たちは簡単に『カラー』と呼んでいるだけで、わざと傷つくような呼称を使っているのではない」といった発言があらわれる。これに対して、ムスリムは「『カラー国』が存在しない以上『カラー人』という名称も不適切である」「『カラー』は『外国人あるいは海を渡ってきた人』を意味する言葉であり、ビルマで生まれ育った自分たちに対する呼称としてふさわしくない」「混血が進み生活習慣などがミャンマー文化に近くなり、言葉もビルマ語を使うようになり名前もビルマ名で呼ばれ、それなのに『カラー』とは言われたくない」といった返答をおこなっている。
『フロンティア・ミャンマー』のワイニンプウィンットンは、「私をカラーと呼ばないで」キャンペーン（後述）について触れるなかで、多くのビルマ人が「カラー」という語の利用について論じるにあたって椅子・ひよこ豆の例をあげて揚げ足を取ろうとすることに苦言を呈し、現代ミャンマー社会において「カラー」という言葉に「よそ者」といったニュアンスがふくまれることは疑いようのないことであること、「『カラー』の語に差別的ニュアンスが存在しない」と論じる人々が、実際の当事者の声に耳を傾けることはないことを主張している。

## 歴史

### 王朝時代
ミャンマーと南アジアの交流は古くより存在し、前近代のビルマ語史料においても「カラー」の語はしばしばあらわれる。ラカイン人学者のキンマウンソー（Khin Maung Saw）によれば、パガン王朝の石碑文においても「カラーの踊り子」（ကုလားကခြေသည်）、「カラーの太鼓打ち」（ကုလားပသာသည်）といった語句があらわれるほか、17世紀の歴史家であるウ・カラーといった人名にもこの語がふくまれることがある。
王朝時代のビルマにおいて「カラー」は南アジア出身者だけでなく、アラブ人・アルメニア人・ポルトガル人といった外国人一般の呼称として用いられており、たとえば、ヨーロッパ人を指す言葉として、「白いカラー」を意味するカラーピュー（ビルマ語: ကုလားဖြူ）が存在した。「カラー」と呼称されたのはおもに異教徒である非仏教徒であり、中国人やシャム人といった外国人については「カラー」とはみなされなかった。

### 植民地時代
王朝時代ビルマにおいても「カラー」は蔑視されていたが、「カラー」が強い差別的意味を有するようになったのはこの地域がイギリス領インド帝国の一部になり、多くの南アジア出身の移民が流入するようになってからである。特に20世紀初頭のビルマにおいては、都市部の労働者のほとんどが南アジア系であった。タミル系の商人カーストであり、金融業をいとなんだチェッティヤーはビルマ人の激しい憎悪の対象となっており、「チェッティ・カラー（Chetti-Kala）」はビルマ語における激しい罵倒語として用いられた。また、この時代には「カラー」の意味は基本的にインド系ビルマ人だけに限定されるようになり、インドで用いられる英語の俗語をまとめた1886年の辞書である『ホブソン＝ジョブソン』においては「Kula」は単に「インド大陸出身者のビルマ語名」として記載されている。
植民地期のラングーンにおいては、1930年と1938年に大規模な反インド人暴動が発生している。1938年の暴動についてはムスリムであるシュエピーが執筆した「イスラーム礼拝導師と瞑想修行者文書」という書籍が仏教徒を攻撃するものであるとしてビルマ人の怒りを招いたことがその引き金となり、植民地当局がまとめた報告書によれば暴動の道中、群衆は以下のような言葉を叫んでいたという。
カラー、カラー、殴れ、殴れ。ハシム・カシム・パテー（ムスリム所有の有名な生地屋の名前。論争の種となった本の出版経費を負担したと誤解されていた）にこうしてやろうか、ああしてやろうか。火をつけろ、火をつけろ、燃やせ、燃やせ。ボイコット、ボイコット。カラーが娶ったミャンマー女どもよ、ミャンマーには夫となる男が少ないからか！

### 独立後
1962年クーデター以後ビルマの最高権力者となったネウィンも、しばしば「カラー」の言葉を用いて反インド系感情を煽った。たとえば、1982年の国籍法制定時、彼は「彼らの中には――率直に言えばカラーのことだが――自分の国（カラーピー）に戻らず、シンガポールや香港、アメリカへ行った者もいる。……（ビルマに残った）兄弟が、香港やイギリスにいる兄弟と連絡を取り合い、我々の国から物資を密輸している。……彼らは金を稼ぐためには手段を選ばない傾向があることを我々は認識している」との演説を行い、インド系ビルマ人に国籍を与えないことを正当化した。政府によるこのようなレトリックは、1990年代にインドとミャンマーの国交関係が改善すると、次第にロヒンギャのみに用いられるようになっていった。
その後、「カラー」の言葉の出版物などでの利用は制限されるようになったが、2012年にラカイン州で発生したムスリム殺害事件を報じるにあたって、国営紙である『ミャンマー・アリン』および『チェーモン』は「ムスリム・カラー」の言葉を利用し、国内のムスリム組織および一部の出版・報道関係者などから問題視された。情報省は「国内に暮らす イスラームを信仰する人」に読み替えるよう要請する訂正記事を発表したが、同紙が基本的に政府の意向に沿っ た記事のみを掲載するメディアであったこともあり、ムスリム組織はこの表記には社会的不安を煽る作為があったとして強く抗議した。
ミャンマーにおいてはFacebookが連絡手段として支配的地位を有しているが、同サイトにおいてはラカイン州などにおける政治的緊張を背景に、「カラー」の語を用いた激しいヘイトスピーチがおこなわれるようになっていた。2017年、「カラー」の語がヘイトスピーチの目的で利用される場合これを削除するポリシーを策定したが、同語の無害な用法もふくめた機械的な規制がおこなわれたため、国内コミュニティで論議を呼んだ。2020年には、ブラック・ライヴズ・マター運動に触発されるかたちで、Facebook上でムスリムにより「私をカラーと呼ばないで（ကုလားလို့ မခေါ်ပါနဲ့）」キャンペーンがおこなわれた。